# Gregariella semigranata
Gregariella semigranata är en musselart som först beskrevs av Reeve 1858.  Gregariella semigranata ingår i släktet Gregariella och familjen blåmusslor. Inga underarter finns listade i Catalogue of Life.